# Kick Off 3
Kick Off 3 est un jeu vidéo de football développé et édité par Anco Software en 1994  sur Amiga, DOS, Mega Drive et Super Nintendo. Sur consoles, le jeu est sous-titré European Challenge. Sur micros, une version légèrement remaniée portant ce sous-titre a vu le jour début 1995.

## Système de jeu
Contrairement aux anciens, cette version est composée d'une vue de profil, centrée sur le ballon. Bien qu'il n'y ait pas de licence officielle pour cette version, l'identité des joueurs des 32 équipes sont ceux des grands joueurs de l'époque comme Laurent Blanc pour l'équipe de France. Plusieurs compétitions sont proposées, telles que la Coupe du monde et une ligue mondiale.